# Екі
Екі (груз. ეკი) — село в муніципалітеті Сенакі, мхаре Самеґрело-Земо Сванеті, Грузія. Адміністративний центр громади (сакребуло), якому підпорядковані також села Саадаміо, Сагуніо, Сацхвітао, Шроміскарі (разом 5).

## Географія
Село розташоване на низовині Одіші–Гурія, на лівому березі річки Ціві (притока Ріоні), біля автошляху Чхороцку — Сенакі. Висота над рівнем моря 45 м. Відстань до Сенакі — 12 км на південь.

## Історія
Село вперше згадується в джерелах з 20-их рр XVII століття. Екі південний схід від гори, Іоанн Хреститель монастирських ансамблів, високий паркан були пов'язані (черствий Західна Сторона). На півдорозі споруджений храм (ІХ-х ст.) всередині фрагментів фресок на північ, двоповерхова дзвіниця (XIII-початку XIV ст.) і в Києві. Село на схід від добре згладжених кам'яних плит каменю і орнаменти, що прикрашають церкву варто. Оскільки початковий план покриття і гранчастою апсидою має (запропонували в другу половину XIII століття).

## Демографія
За переписом 2014 року, у селі мешкає 42 особи.
| Рік  | Населення | Чоловіки | Жінки |
| ---- | --------- | -------- | ----- |
| 2002 | 127       | 59       | 68    |
| 2014 | ▼ 42      | 23       | 19    |

## Люди
В селі народився Давітая Феофан Фарнейович (1911—1979) — радянський географ, агрометеоролог і кліматолог.